# Arendalsbanen
La ferrovia di Arendal o ferrovia Arendal-Nelaug (norvegese: Arendalsbanen) è una linea ferroviaria lunga 45 chilometri tra Arendal e Simonstad, in Norvegia. A Nelaug, 37 chilometri a nord di Arendal, la linea si interseca con la linea Sørland. La sezione meridionale della ferrovia è elettrificata e fornisce un servizio di collegamento con la rete nazionale. La linea originariamente era di 90 chilometri da Arendal a Treungen ed il lago Nisser, ma la parte più settentrionale venne rimossa. La linea è di proprietà della Direzione Ferroviaria Norvegese ed è gestita da Go-Ahead Norge utilizzando treni di Classe 69.
Originariamente chiamata ferrovia Arendal-Åmli, la prima parte della linea, da Arendal a Froland, fu aperta il 23 novembre 1908. La linea fu estesa ad Åmli il 17 dicembre 1910 e a Treungen il 14 dicembre 1913, e fu chiamata ferrovia Arendal-Treungen. La linea aveva anche una diramazione, la linea Grimstad, da Rise a Grimstad. In origine la linea era di 1.067 mm a scartamento ridotto; nel 1935, la linea Sørland fu estesa a Nelaug e la sezione fino ad Arendal fu ricostruita a scartamento normale per consentire alla linea Sørland di avere un capolinea temporaneo ad Arendal. La linea divenne di nuovo un ramo nel 1938 e nel 1946 la sezione superiore ricevette lo scartamento standard. La sezione meridionale fu chiamata ferrovia di Arendal, mentre la sezione settentrionale divenne la ferrovia di Treungen. Quest'ultima è stata chiusa nel 1967, in seguito alla chiusura di una miniera che l'aveva utilizzata per il trasporto del minerale di ferro e, in misura minore, al trasporto di legname. La sezione a sud di Nelaug è stata elettrificata nel 1995.